# كاثلين جونز
كاثلين جونز (بالإنجليزية: Kathleen Jones)‏ هي كاتبة سير وكاتِبة بريطانية، ولدت في 1946.

## وصلات خارجية
- كاثلين جونز على موقع ميوزك برينز (الإنجليزية)